# Мурдханья дхакараму

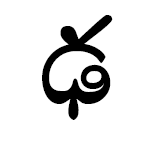
Мурдханья дхакараму

Дхакараму, Мурдханья дхакараму (телугу మూర్ధన్య ఢకారము ; Усиленная (головная) дакараму) — дха, четвёртая буква алфавита из третьей варги телугу,  обозначает придыхательный ретрофлексный звонкий альвеолярный взрывной согласный [ḍh].
Гунинтам: ఢా , ఢి , ఢీ , ఢు , ఢూ , ఢృ , ఢె , ఢే , ఢై , ఢొ , ఢో , ఢౌ .